# Bdelyrus boliviensis
Bdelyrus boliviensis е вид бръмбар от семейство Листороги бръмбари (Scarabaeidae).

## Разпространение
Видът е разпространен в Боливия.